# Кресс
«Кресс» — науково-фантастичний роман для молоді американської письменниці Марісси Маєр написаний у 2014 році і опублікований видавництвом Macmillan Publishers через їхню дочірню компанію Feiwel & Friends. Це третій роман із серії «Місячні хроніки» та пряме продовження роману «Скарлет». Історія заснована на казці «Рапунцель».
Королева Левана виконала свої погрози і відправила військо модифікованих місячан на Землю, Імператор Кай розуміє безвихідь своєї ситуації і погоджується на шлюб з королевою Леваною, Сіндер зі своєю командою будує плани з захоплення влади на Місяці.
У відкритому космосі на супутнику живе місячанка Кресс, найкраща хакерка королеви Левани. Але дівчина більше не хоче лишатись бранкою, особливо зараз, коли справжня королева Місяця Селена почала боротьбу за трон.

## Сюжет
Кресент «Кресс» Мун Дарнел — шістнадцятирічна дівчина хакерка, яка живе на супутнику в космосі. Це її дім і її в'язниця останні 8 років. З нею зв'язується Лін Сіндер, головна героїня першого роману і її команда з космічного корабля Торна «Рапцнцель» через чіп прямого зв'язку. Після спілкування з екіпажем Сіндер вона просить їх врятувати її. Однак несподіваний візит головної тауматургині Сибіл Міри, яка є опікуном і викрадачем Кресс, псує їх плани. Вона здогадується про намір Кресс втекти та влаштовує пастку для команди Сіндер. Їй вдається викрасти Скарлет, головну героїню попереднього роману. Джейсін Клей, пілот Сибіл, вирішує приєднатися до Сіндер, адже він, за його словами, служить принцесі. Смертельно поранений Вовк втрачає свідомість, а Торн та Кресс лишаються на супутнику, на якому Сибіл вимкнула гравітацію, тож він з величезною швидкістю мчить до Землі. Тим часом в Африці доктор Ерланд розуміє, що жителі Місяця здатні заразитися мутованою формою вірусу летумозу, до якого вони раніше мали імунітет.
Сіндер впевнена, що Кресс і Торн мертві, Скарлет викрали на Місяць, а Вовку потрібна термінова медична допомога. Сіндер вирішує приземлити корабель в Африці і попросити допомоги в доктора Ерланда.
Скарлет спочатку віддають в аристократичний місячний дім, як «домашню тваринку» для молодого хлопця, щоб на ній практикувати свій місячний дар, а пізніше повертають до палацу і піддають тортурам під час суду, її змушують відрізати собі мізинець.
Кресс вдається розгорнути парашути на супутнику, і вони приземляються в пустелі Сахара. На жаль, Торн втрачає зір після того, як вдарився головою під час падіння. Після двох днів в пустелі у Кресс починається запалення на ногах і вона, вважаючи, що помре найближчим часом, розповідає Торну, що закохалась в нього після того, як почала за ним стежити за завданням Сібіл Міри. Торн намагається переконати її, що він не той герой, яким вона собі його уявила, але дає обіцянку, що поцілує її, якщо вони дійсно будуть на межі смерті. Ледь не померши від теплового виснаження, зневоднення та голоду, вони зустрічають місцевих торговців, які супроводжують їх до найближчого містечка. В готелі Торну вдається виграти ескорт-дроїда в картковій грі. Кресс засмучується, побачивши Торна з іншою жінкою і йде на вулицю з одною з жінок-торговців, де її викрадають. З'ясовується, що торговці шукають місячан і попри брехню Торна, одразу здогадались хто вона така. Кресс продають доктору Ерланду. Він бере в неї кров на аналіз ДНК (оскільки вже багато років сподівається знайти свою доньку, яку забрали в нього одразу після народження). Кресс виявляється його зниклою донькою, але перш ніж лікар встигає сказати їй щось, Кресс тікає і забігає в кімнату до пораненого Вовка. Там її знаходять лікар, Джейсін і Торн з ескорт-дроїдом, який переслідував торговців, щоб врятувати її. В селищі їх знаходять військові Східної Співдружності, але селяни (велика кількість серед яких місячани, що втекли сюди від тиранії королеви Левани) допомагають їм затримати військових, щоб Сіндер з екіпажем змогли втекти.
Сіндер планує проникнути в замок, щоб зупинити королівське весілля між земним імператором Кайто та місячною королевою Леваною. Вона повертається в Нью-Пекін і йде до будинку, в якому колись жила, щоб побачитися зі своїм законним опікуном, Лін Адрі. За допомогою місячного дару Сіндер викрадає їх запрошення. Кресс і Вовк пробираються до палацу під виглядом гостей з вкраденими запрошеннями. Сіндер та Іко пробираються через занедбані підземні ходи, які знайшла Кресс. Торн і доктор Ерланд вирушають до лабораторій, щоб створити очні краплі зі стовбуровими клітинами і відновити зір Торна. У той час як Кресс і Вовк відволікають охорону, Сіндер та Іко (андроїд у тілі дроїда-ескортниці, яку виграв Торн) викрадають імператора Кайто. Доктору Ерланду вдається створити ліки для Торна, але він розуміє, що заразився летумозом.
Доктор Ерланд відмовляється повертатись на корабель і закриває себе в карантинній камері. Він зізнається Кресс, що він її батько і прощається з нею. Також лікар передає повідомлення для імператора: він зрозумів, що летумоз був штучно виведений на місяці. Королева Левана та Сибіл Міра приходять до доктора Ерланда і бачать як він помирає. Сібіл отримує анонімне повідомлення про те, що група прямує на дах, готуючись до вильоту. Перш ніж вони встигають піти, Сибіл та місячні солдати перекривають їм шлях на даху. Джейсін знову змінєю сторону. Під час битви Торн цілує Кресс, виконуючи обіцянку, яку він дав їй в пустелі. Сіндер вдається зламати розум Міри і вона в нападі божевілля стримає з даху. Команда відлітає на «Рапунцель» і королева Левана у відповідь відкрито оголошує війну Землі.
На Місяці принцеса Вінтер, падчерка королеви Левани, відвідує Скарлет у своєму звіринці, схожому на зоопарк. Вона психічно нестабільна (важка стадія місячної хвороби) через те, що відмовляється використовувати свій місячний дар.

## Персонажі
- Крессент «Кресс» Мун Дарнел - 16-річна місячанка без місячного дару, персонаж нагадує персонажа казки Рапунцель своїм довгим світлим волоссям і життям в ізоляції. Вона надзвичайно обдарована в програмуванні та хакерстві
- Карсвелл Торн — громадянин Американської республіки, розшукується декількома урядами за скоєні ним злочини, останнім з яких була втеча з в'язниці разом із Сіндером у романі «Скарлет»
- Лін Сіндер — молода жінка-кіборг-механік і головна героїня «Хронік Місяця». Зниклв принцеса Селена, племінниця королеви Левани
- Імператор Кайто — імператор Східної Співдружності. Заручений з королевою Леваною
- Доктор Ерланд/Доктор Сейдж Дарнел — місячний втікач, працював у імператора Кайто, розробляв ліки проти Летумозу. Втік до Африки після того, як допоміг Сіндер втекти з в'язниці
- Джейсін Клей — пілот Сибіл Міри
- Зеєв «Вовк» Кеслі - генетично модифікований колишній спецоперативник Місяця
- Сибіл Міра — викрадачка Кресс, яка протягом багатьох років змушувала Кресс виконувати накази королеви Левани. Права рука королеви Левани
- Іко — Андроїд Сіндер
- Королева Левана — жорстока королева Луни, місячної колонії
- Скарлет Бенуа — фермерка, приєдналась до команди Сіндер після убивства бабусі
- Принцеса Вінтер — падчерка королеви Левани, має шрами на обличчі після того, як, за чутками, мачуха примусила її порізати обличчя через заздрість до вроди дівчини. Відмовилась використовувати свій місячний дар у дванадцять років, через це має місячну хворобу, яка поступово приводить її до божевілля.